# Yun Jin-seo

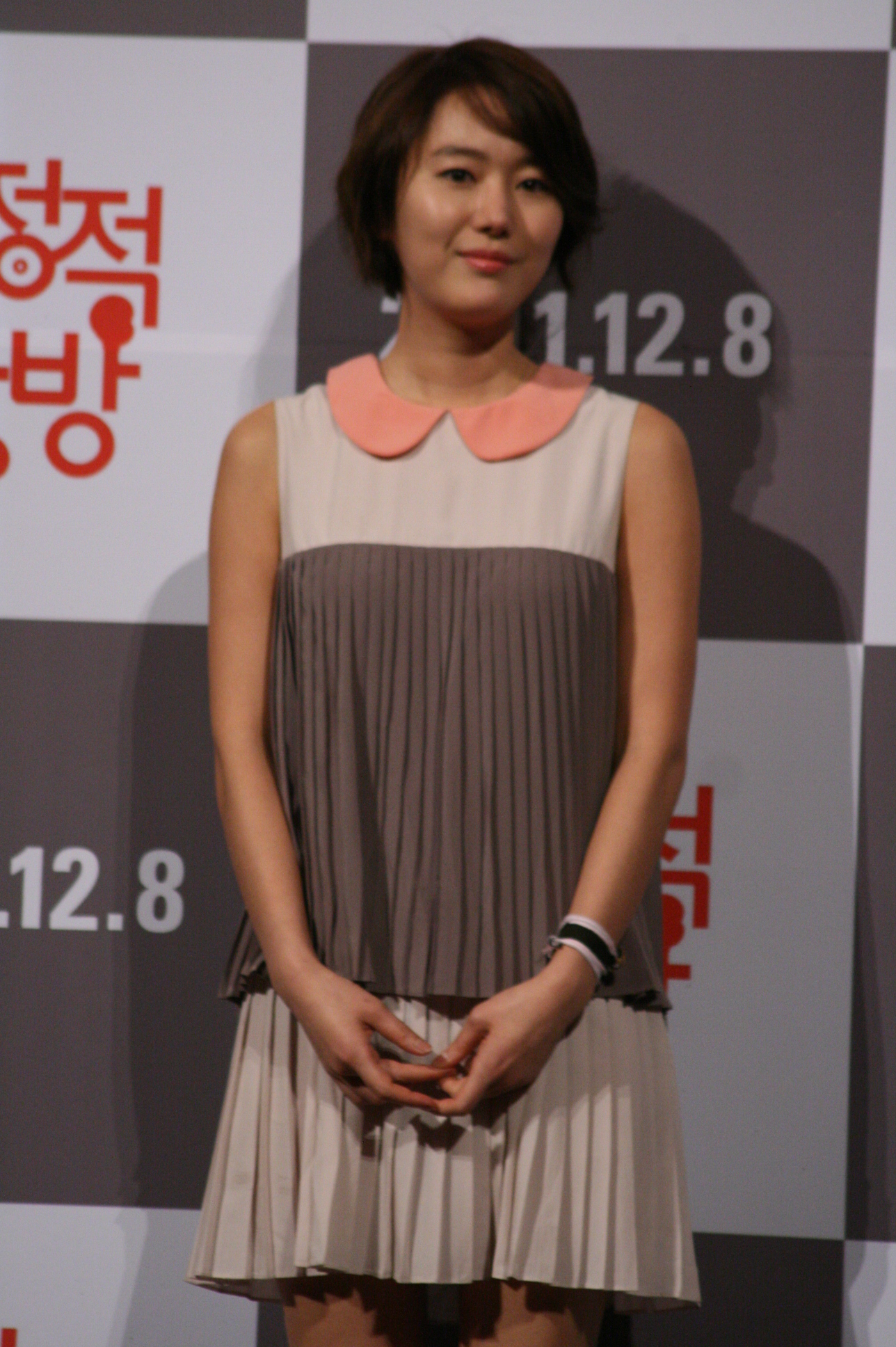
Yun Jin-seo podczas premiery filmu Kyeol-jeong-jeok Han-bang (2011 rok).

Yun Jin-seo (윤진서; zapisywane także jako Yoon Jin-seo; urodzona jako Yoon Soo-kyung) (ur. 5 sierpnia 1983) – południowokoreańska aktorka.

## Kariera aktorska

### Filmy
| Rok  | Film                                | Rola          |
| ---- | ----------------------------------- | ------------- |
| 2002 | Przystanek autobusowy               | -             |
| 2003 | Oldboy                              | Lee Soo-ah    |
| 2003 | Naui sae namjachingu                | Jin-seo       |
| 2003 | Ttaro Tto Gachi                     | -             |
| 2004 | Superstar Gam Sa-Yong               | Park Eun-a    |
| 2004 | Saranghae malsoonssi                | Eun-Suk       |
| 2004 | Naesaengae gajang areumdawun iljuil | Lim Soo-kyung |
| 2005 | Pani Zemsta                         | Więźniarka    |
| 2005 | Balam Pigi Joheun Nal               | -             |
| 2007 | Ktoś za tobą                        | Ga-in Kim     |
| 2007 | Iri                                 | Jin-seo       |
| 2008 | Biseuti boijeu                      | Ji-won        |
| 2010 | Bimilae                             | Yeon-yi       |
| 2011 | Kyeoljeongjeok hanbang              | Ha-yeong      |
| 2011 | Younghwapan                         | jako ona sama |

### Seriale
| Rok  | Serial                                                                                         | Rola                            |
| ---- | ---------------------------------------------------------------------------------------------- | ------------------------------- |
| 2009 | Doraon Iljimae (돌아온 일지매)                                                                 | Dal-yi / Wol-hee                |
| 2010 | Domangja Peullaen B (도망자 플랜 B)                                                            | detektyw Yoon So-ran            |
| 2012 | Ilnyeone yeoldu namja (일년에 열두남자)                                                        | Na Mi-ru                        |
| 2013 | Spadkobiercy – Ten, kto chce nosić koronę, musi udźwignąć jej ciężar (상속자들, Sangsokjadeul) | Cha Eun-seok (cameo, odcinek 1) |
| 2015 | Dziewczyna, która widzi zapachy (냄새를 보는 소녀, Naemsaereul boneun sonyeo)                  | Yeom Mi                         |
| 2016 | Najwyższa stawka (대박, Daebak)                                                                | Suk Bin Choe                    |